# Ferme de Villarivon
La ferme de Villarivon est une ferme située dans la commune des Chapelles dans le département de la Savoie en France. Elle se compose de deux logements, de deux étables, d'une grange et d'une chapelle.

## Historique
La ferme est inscrite monuments historiques en 2006, puis est choisie comme l'un des 18 sites emblématiques retenus pour le loto du patrimoine en 2021. En 2022, une inscription plus globale incluant la bâtisse, la chapelle Saint-André, la cour avant, le jardin et son verger se substitue à celle de 2006.